# Asia Rugby Women's Championship 2013
El Asia Rugby Women's Championship del 2013 fue la sexta edición del torneo femenino de rugby.
El ganador del torneo fue la selección de Kazajistán, quienes obtuvieron su cuarto título en la competición, además consiguieron la clasificación a la Copa Mundial Femenina de Rugby de 2014.

## Equipos participantes
- Selección femenina de rugby de Hong Kong
- Selección femenina de rugby de Japón
- Selección femenina de rugby de Kazajistán
- Selección femenina de rugby de Singapur

## Desarrollo

### Semifinales
| 4 de septiembre | Kazajistán | 91 - 7 | Singapur |  |  |

| 4 de septiembre | Japón | 82 - 0 | Hong Kong |  |  |

### Definición Tercer Puesto
| 7 de septiembre | Singapur | 17 - 15 | Hong Kong |  |  |

### Final
| 7 de septiembre | Kazajistán | 25 - 23 | Japón |  |  |

| Bandera de Kazajistán |
| Campeón Kazajistán    |
| Cuarto título         |